# 日本長距離フェリー協会
一般社団法人日本長距離フェリー協会（にほんちょうきょりふぇりーきょうかい、英: Japan Long Course Ferry Service Association 略称：JLCFSA）は、日本の海運会社のうち片道300km以上の長距離フェリーを運航する会社で組織している業界団体である。1973年に日本旅客船協会のうち長距離フェリー事業者18社により任意団体として設立。

## 加盟会社・航路
2024年12月現在、8社が加盟しており、国土交通省の分類で片道300km以上とされている長距離フェリーは15航路が運航されている。
- 新日本海フェリー
  - 舞鶴 - 小樽航路（1,061km・約20時間）
  - 新潟 - 小樽航路（692km・約18時間）
  - 敦賀 - 苫小牧東航路（948km・約19時間）
  - 敦賀 - 新潟 - 秋田 - 苫小牧東航路（1,074km・約31時間）
- 太平洋フェリー
  - 名古屋 - 仙台 - 苫小牧航路（1,330km・約40時間）
- 商船三井さんふらわあ
  - 大洗 - 苫小牧航路（754km・約19時間）
  - 大阪 - 別府航路（425km・約12時間）
  - 神戸 - 大分航路（411km・約12時間）
  - 大阪 - 志布志航路（583km・約14時間40分）
- オーシャン東九フェリー
  - 東京 - 徳島 - 北九州航路（1,163km・約35時間）
- 名門大洋フェリー
  - 大阪 - 新門司航路（458km・約12時間40分）
- 阪九フェリー
  - 泉大津 - 新門司航路（458km・約12時間30分）
  - 神戸 - 新門司航路（454km・約12時間30分）
- 宮崎カーフェリー
  - 神戸 - 宮崎航路（495km・約12時間00分）
- 東京九州フェリー（2021年6月加盟）[1]
  - 横須賀 - 新門司航路（976km・約21時間15分）

### 主な旧加盟会社
カッコ内は加盟時に保有していた主な長距離航路。
- 川崎近海汽船（苫小牧 - 東京貨物航路）[2]
- 関西汽船（大阪 - 神戸 - 松山 - 別府ほか）[2]
- 九州急行フェリー（追浜 - 御前崎 - 苅田 - 大分貨物航路）[2]
- 近海郵船（東京 - 釧路・十勝）[2]
- ダイヤモンドフェリー（神戸 - 松山 - 大分）[2]
- 東日本フェリー（室蘭 - 大洗、苫小牧 - 仙台、岩内・室蘭 - 直江津、苫小牧 - 大洗、室蘭 - 直江津 - 博多）[2]
- フェリーさんふらわあ（大阪 - 別府、神戸 - 大分、大阪 - 志布志）
- ブルーハイウェイライン（東京 - 苫小牧、大洗 - 苫小牧、東京 - 那智勝浦 - 高知、大阪 - 志布志ほか）[2]
- ブルーハイウェイライン西日本（大阪 - 志布志）
- マリンエキスプレス（川崎 - 宮崎・日向、大阪 - 宮崎、大阪 - 日向、神戸 - 日向、貝塚 - 宮崎・日向）[2]
- 室戸汽船（大阪 - 甲浦 - あしずりほか）[2]

## 歴代会長
| 代 | 氏名       | 期間                | 出身会社               |
| -- | ---------- | ------------------- | ---------------------- |
| 1  | 斉藤昌司   | 1973年5月-1978年7月 | 日本沿海フェリー       |
| 2  | 入谷豊州   | 1978年7月-1980年7月 | 阪九フェリー           |
| 3  | 塚本慶一   | 1980年7月-1984年7月 | 日本沿海フェリー       |
| 4  | 佐島博之   | 1984年7月-1986年7月 | 日本カーフェリー       |
| 5  | 堀ノ内一雄 | 1986年7月-1989年7月 | 日本沿海フェリー       |
| 6  | 入谷拓次郎 | 1989年7月-1992年7月 | 阪九フェリー           |
| 7  | 村中圭三   | 1992年7月-1996年7月 | ブルーハイウェイライン |
| 8  | 庄野正則   | 1996年7月-1998年7月 | ブルーハイウェイライン |
| 9  | 入谷泰生   | 1998年7月-2000年7月 | 新日本海フェリー       |
| 10 | 若杉高俊   | 2000年7月-2001年7月 | ブルーハイウェイライン |
| 11 | 入谷泰生   | 2001年7月-2002年7月 | 新日本海フェリー       |
| 12 | 秋永陽太郎 | 2002年7月-2004年7月 | 商船三井フェリー       |
| 13 | 谷口征三   | 2004年7月-2006年7月 | 阪九フェリー           |
| 14 | 中村清次   | 2006年7月-2007年    | 商船三井フェリー       |
| 15 | 岡本豊     | 2007年-2008年7月    | 商船三井フェリー       |
| 16 | 米田真一郎 | 2008年7月-2010年7月 | 阪九フェリー           |
| 17 | 鈴木修     | 2010年7月-2013年7月 | 商船三井フェリー       |
| 18 | 入谷泰生   | 2013年7月-2020年6月 | 新日本海フェリー       |
| 19 | 尾本直俊   | 2020年6月-2024年6月 | 商船三井フェリー       |
| 20 | 入谷泰生   | 2024年6月-          | 新日本海フェリー       |

## Japan Ferry Pass 21
訪日外国人旅行者を対象とする、協会加盟会社のフェリーを利用可能な企画旅行券。2017年10月26日から11月30日にかけて試験的に販売し、2018年1月9日より本販売開始し2020年初めまで販売。
- 料金：21,000円（現金払いのみ）
- 有効期間：21日間（ゴールデンウィーク・お盆・年末年始は使用不可）
- 利用可能回数：2等寝台6回（差額運賃支払いで上等船室利用可）